# Кациці (Мазовецьке воєводство)
Кациці (пол. Kacice) — село в Польщі, у гміні Пултуськ Пултуського повіту Мазовецького воєводства.
Населення — 334 особи (2011).
У 1975-1998 роках село належало до Цехановського воєводства.

## Демографія
Демографічна структура станом на 31 березня 2011 року:
|          | Загалом | Допрацездатний вік | Працездатний вік | Постпрацездатний вік |
| -------- | ------- | ------------------ | ---------------- | -------------------- |
| Чоловіки | 159     | 29                 | 115              | 15                   |
| Жінки    | 175     | 43                 | 93               | 39                   |
| Разом    | 334     | 72                 | 208              | 54                   |